# Irland (ø)
 For alternative betydninger, se Irland (flertydig). (Se også artikler, som begynder med Irland)
Irland er den tredjestørste ø i Europa med et areal på 84.000 km². Øen Irland ligger vest for Storbritannien, og hovedparten af øen har siden 1921 udgjort Republikken Irland. Resten (ca. en sjettedel) udgøres af Nordirland, der er en del af Det Forenede Kongerige Storbritannien og Nordirland).
Irlands samlede befolkning er på lige under seks millioner (2006). Deraf 4.239.848 i Republikken Irland (1,7 mio. i Dublin-regionen) og omkring 1,7 mio. i Nordirland (0,6 million i Belfast).